# Рождество Богородично (Давидово)
„Рождество на Пресвета Богородица“ (на македонска литературна норма: „Рождество на Пресвета Богородица“) е възрожденска православна църква в гевгелийското село Давидово, югоизточната част на Северна Македония. Част е от Повардарската епархия на Македонската православна църква.
Църквата е издигната на заравнено стръмно каменисто място в 1860 година от Андон Китанов. В 1926 година църквата е обновена. Представлява трикорабна сграда с равни дървени тавани. Средният кораб е по-висок от двата странични. Покривната конструкция е двускатна и в наоса е подпряна на шест колони в два реда, по три стълба на южната и на северната страна с капители. Сводовете на трите кораба са обновени в 1991 година. Църквата е изградена от обикновен камък. Иконостасот е изработен в 1926 година, когато е обновена и цялата църква, а иконите на него са от XIX век. Живописта в олтарната апсида е обновена в 1991 година от зографа Йордан Донески от село Гари, Дебърско.